# 102 Dywizja Strzelecka (ZSRR)
102 Dywizja Strzelecka (ros. 102-я стрелковая дивизия) – związek taktyczny piechoty Armii Czerwionej.
Po raz pierwszy sformowana w sierpniu 1939 w Syberyjskim Okręgu Wojskowym. 19.09.1941 rozformowana.
Po raz drugi sformowana 22.12.1941 jako 462 Dywizja Strzelecka. 1.02.1942 przemianowana na 102 Dywizję Strzelecką. 14.08.1942 rozformowana.
Sformowana po raz trzeci w październiku 1942 roku w Chabarowsku z wojsk pogranicznych.

## Struktura organizacyjna
Trzecie formowanie
- 16 pułk strzelecki
- 30 Pułk strzelecki
- 40 pułk strzelecki
- 356 pułk artylerii lekkiej